# KSC Hasselt
KSC Hasselt – belgijski klub piłkarski z siedzibę w mieście Hasselt, działający w latach 1908–2001, grający w sezonie 1979/1980 pierwszej lidze belgijskiej.

## Historia
Klub został założony w 1908 roku jako Excelsior FC Hasselt. W 1911 roku po raz pierwszy w swojej historii awansował do drugiej ligi belgijskiej i grał w niej przez trzy kolejne sezony. W 1921 roku ponownie grał w drugiej lidze i tym razem pobyt w niej trwał do zakończenia sezonu 1924/1925. W drugiej lidze Belgii grał również w latach 1931–1933, 1938–1939, 1977–1979 i 1980–1989. W 1979 roku wywalczył swój jedyny w historii awans do pierwszej ligi, w której spędził jeden sezon. W 2001 roku został połączony z KSK Kermt, tworząc KS Kermt-Hasselt.

## Historyczne nazwy
- 1908 – Excelsior FC Hasselt
- 1933 – R. Excelsior FC Hasselt
- 1964 – Sporting Club Hasselt fuzja z K. Hasseltse VV
- 1999 – KSC Hasselt (Koninklijke Sporting Club Hasselt)

## Sukcesy
- Tweede klasse - playoff:

zwycięstwo (1): 1979

## Historia występów w pierwszej lidze
| Sezon     | Pozycja      | Pkt. | M  | Z | R | P  | GZ | GS |
| --------- | ------------ | ---- | -- | - | - | -- | -- | -- |
| 1979/1980 | 18. (spadek) | 10   | 34 | 2 | 6 | 26 | 21 | 94 |

## Stadion
Domowe mecze klub rozgrywał na stadionie o nazwie Stedelijk Sportstadion Hasselt, położonym w mieście Hasselt.

## Reprezentanci kraju grający w klubie
Stan na listopad 2019.
| - Nic Hoydonckx - Stijn Stijnen - René Vandereycken - Dušan Galis - Josef Mazura | - Jaroslav Netolička - Ján Švehlík - Eyal Beglaibter - Peter Ressel |